# Pternoscirta cinctifemur
Pternoscirta cinctifemur är en insektsart som först beskrevs av Walker, F. 1859.  Pternoscirta cinctifemur ingår i släktet Pternoscirta och familjen gräshoppor. Inga underarter finns listade i Catalogue of Life.